# Solenopsis punctaticeps
Solenopsis punctaticeps é uma espécie de formiga do gênero Solenopsis, pertencente à subfamília Myrmicinae.